# Cosmina villiersi
Cosmina villiersi är en tvåvingeart som först beskrevs av Zumpt 1964.  Cosmina villiersi ingår i släktet Cosmina och familjen Rhiniidae.
Artens utbredningsområde är Senegal. Inga underarter finns listade i Catalogue of Life.